# توکاماک ابررسانای تجربی پیشرفته

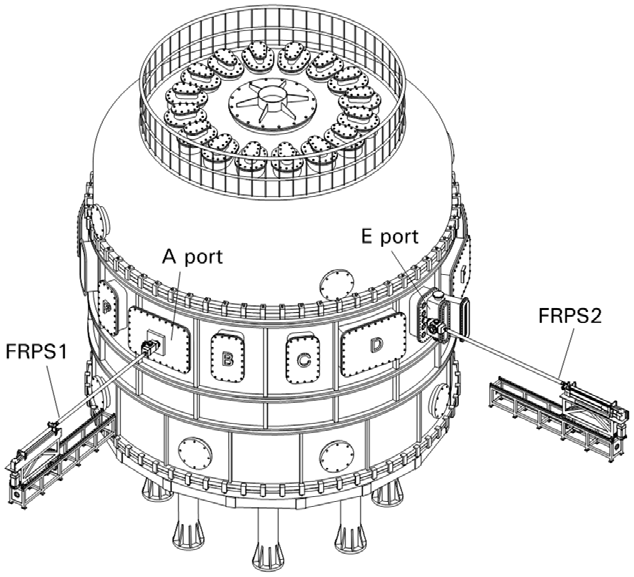
طرح فنی EAST

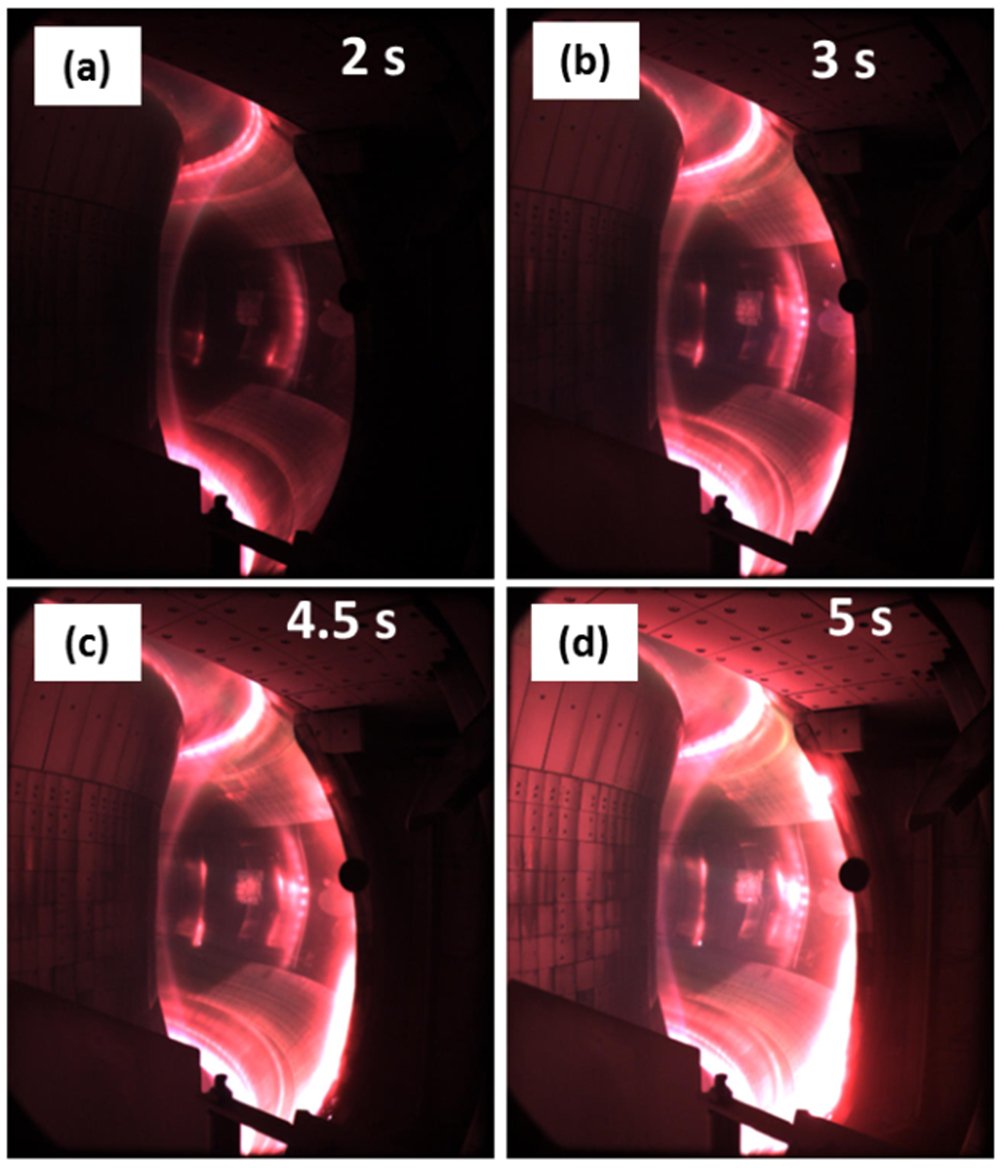
پلاسما در EAST

توکاماک ابررسانای تجربی پیشرفته (EAST)، نام داخلی HT-7U، یک رآکتور انرژی همجوشی بر مبنای محصورسازی مغناطیسی و توکاماک ابررسانا در هفئی چین است. موسسات علوم فیزیکی هفئی از سال ۲۰۰۶ تحت نظر آکادمی علوم چین در آنجا فعالیت خود را آغاز کرده‌است.
این رآکتور نخستین توکامک است که از آهن‌رباهای توریدی و چند ضلعی ابررسانا استفاده می‌کند. این کار با هدف پالس‌های پلاسما تا ۱۰۰۰ ثانیه است.

## تاریخ
EAST لقب اولین دستگاه توکاماک ابررسانای چین یا HT-7 است که توسط مؤسسه فیزیک پلاسما با مشارکت روسیه در اوایل دهه ۱۹۹۰ ساخته شد.
این پروژه در سال ۱۹۹۶ پیشنهاد و در سال ۱۹۹۸ به تصویب رسیده‌است. طبق برنامه سال ۲۰۰۳، ساختمان‌ها و تأسیسات سایت قرار بود تا سال ۲۰۰۳ ساخته شود. اجلاس توکامک از سال ۲۰۰۳ تا ۲۰۰۵ برگزار می‌شد.
ساخت و ساز در مارس ۲۰۰۶ به پایان رسید و در ۲۸ سپتامبر ۲۰۰۶، «اولین پلاسما» به دست آمد.
بر اساس گزارش‌های رسمی، بودجه این پروژه ۳۰۰ میلیون یوان CNY (تقریباً ۳۷ میلیون دلار آمریکا) است که تقریباً ۱/۱۵ تا ۱/۲۰ هزینه رآکتور قابل مقایسه ساخته شده در کشورهای دیگر است.

### فاز اول
در ۲۸ سپتامبر ۲۰۰۶، اولین پلاسما حاصل شد - اولین آزمایش تقریباً سه ثانیه به طول انجامید و جریان الکتریکی ۲۰۰ کیلوآمپر تولید کرد.
در ژانویه ۲۰۰۷ «راکتور یک پلاسما ایجاد کرد که تقریباً ۵ ثانیه طول می‌کشد و جریان الکتریکی ۵۰۰ کیلوآمپر تولید می‌کند».
در ۷ نوامبر ۲۰۱۰، EAST تنها با LHW به اولین پلاسمای H-mode خود دست یافت.
در مه ۲۰۱۱، EAST اولین توکاماک بود که با موفقیت بیش از ۳۰ ثانیه با ۵۰ میلیون پوند کلوین، پلاسمای H-Mode را حفظ کرد.

### فاز دوم
در تاریخ ۲۹ نوامبر ۲۰۱۱، مراسم برش روبان پروژه سیستم گرمایشی کمکی EAST، که نشانگر ورود EAST به «فاز دوم» است، برگزار شد.
در ۱۹ مه ۲۰۱۴، پس از تقریباً ۲۰ ماه وقفه برای ارتقا از سپتامبر ۲۰۱۲، EAST برای اولین دور آزمایشات در سال ۲۰۱۴ آماده بود.
تا مه ۲۰۱۵، EAST گزارش جریان ۱ مگا آمپری را داد و حالت H را به مدت ۶٫۴ ثانیه ارائه کرد.
در فوریه ۲۰۱۶، پالس پلاسما رکورد ۱۰۲ ثانیه در ۵۰ میلیون پوند کلوین را ثبت کرد. جریان پلاسما 400kA و چگالی حدود 2.4x 10 19 / m 3 با افزایش آرام دما قبت شد.
در ۲ نوامبر ۲۰۱۶، EAST به اولین توکاماک تبدیل شد که با موفقیت پلاسمای H-Mode را برای بیش از یک دقیقه در دمای ۵۰ میلیون ~ حفظ کرد.
در ۳ ژوئیه ۲۰۱۷، EAST به اولین توکاماک تبدیل شد که با موفقیت پلاسمای H-Mode را برای بیش از ۱۰۰ ثانیه در ۵۰ میلیون درجه سانتیگراد حفظ کرد.
در ۱۲ نوامبر ۲۰۱۸، EAST به نقطه عطفی ۱۰۰ میلیون درجه سانتیگراد رسید.

## اهداف فیزیک
چین عضوی از کنسرسیوم ITER است و EAST بستری برای آزمایش فناوری‌های ITER است.
EAST برای آزمایش طراحی شده‌است:
- ابررسانا نیوبیوم تیتانیوم درست به شکل دوقطبی آهن‌ربا، و آن را برای اولین بار توکامک با ابررسانا حلقوی و به آهن‌ربا شکل دوقطبی
- درایو جریان غیر القایی
- پالس‌های تا ۱۰۲ ثانیه با جریان پلاسما 0/5 MA
- طرح‌هایی برای کنترل بی‌ثباتی‌های پلاسما از طریق تشخیص زمان واقعی
- موادی برای تغییر مسیرها و اجزای رو به پلاسما
- عملکرد با β N = ۲ و فاکتور حبس H 89> 2

## پارامترهای توکامک
| میدان توروئیدال، B t                     | 3.5 T                                                         |
| جریان پلاسما، I P                        | ۱٫۰ کارشناسی ارشد                                             |
| شعاع اصلی، R 0                           | ۱٫۸۵ متر                                                      |
| شعاع جزئی، a                             | ۰٫۴۵ متر                                                      |
| نسبت ابعاد، R / a                        | ۴٫۱۱                                                          |
| کشیدگی، κ                                | ۱٫۶–۲                                                         |
| مثلثی بودن، δ                            | ۰٫۶–۰٫۸                                                       |
| گرمایش رزونانس سیکلوترون یونی (ICRH)     | ۳ مگاوات                                                      |
| درایو هیبریدی پایین‌تر (LHCD)             | ۴ مگاوات                                                      |
| رزونانس گرمایش سیکلوترون الکترونی (ECRH) | در حال حاضر هیچ (۰٫۵ مگاوات برنامه‌ریزی شده)                   |
| تزریق پرتو خنثی (NBI)                    | در حال حاضر (برنامه‌ریزی شده)                                  |
| طول نبض                                  | ۱–۱۰۰۰ ثانیه                                                  |
| پیکربندی                                 | دایورتور دو نول {{سخ}} محدود کننده پمپ {{سخ}} دایورتور تک نول |